# Ngentep
Ngentep is een bestuurslaag in het regentschap Magetan van de provincie Oost-Java, Indonesië. Ngentep telt 951 inwoners (volkstelling 2010).